# Prudnik (district)
Prudnik (powiat prudnicki) is een Pools district (powiat) in de woiwodschap Opole. Het district heeft een oppervlakte van 571,16 km² en telt 56.608 inwoners (2014).
Stadsdistrict:
Opole

Districten:
Brzeg · Głubczyce · Kędzierzyn-Koźle · Kluczbork · Krapkowice · Namysłów · Nysa · Olesno · Opole · Prudnik · Strzelce